# Teatr Graciarnia

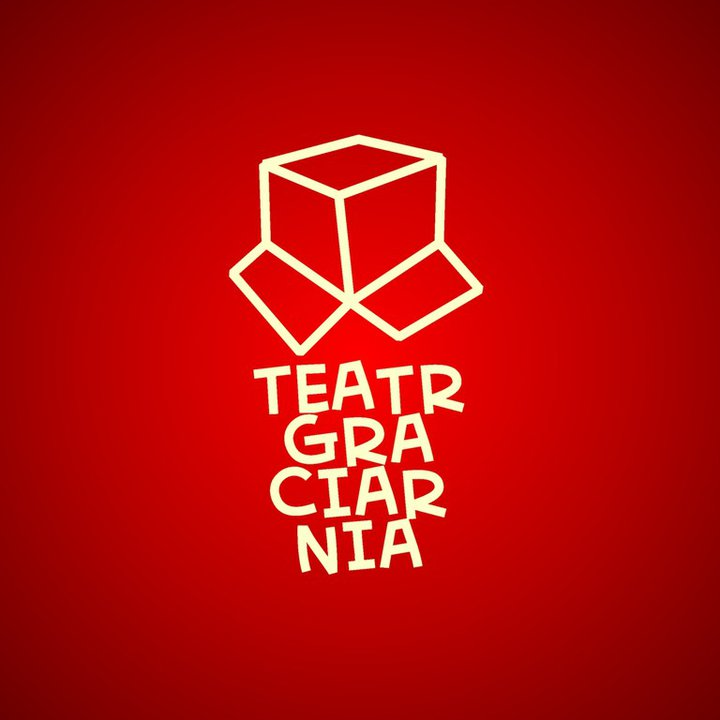
Logo Teatru Graciarnia (autor: Edyta Żmudzka)

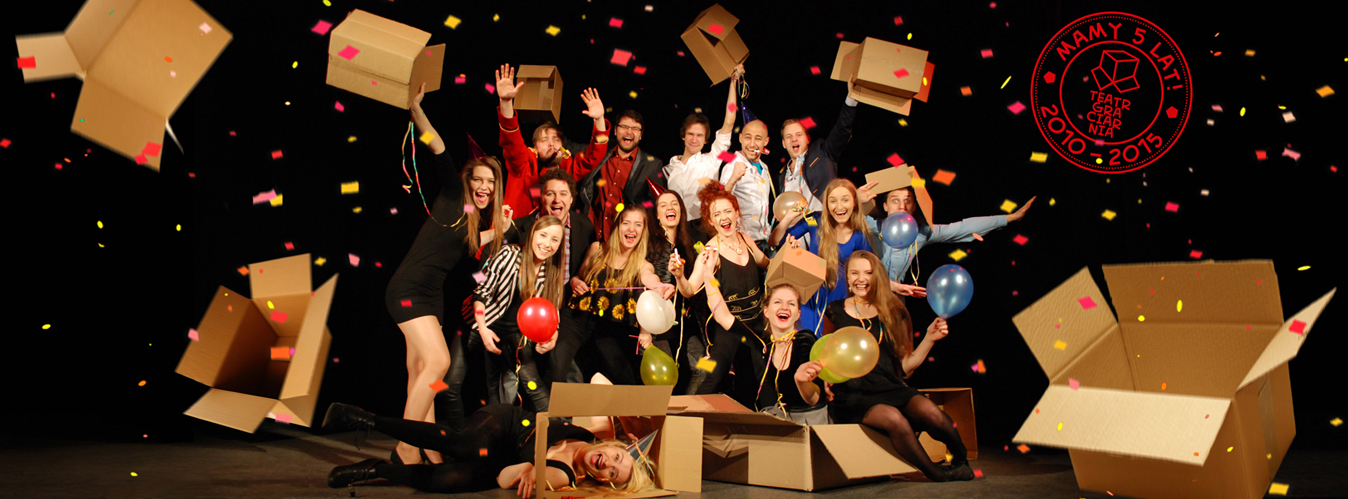
Zespół aktorski (fotografia pamiątkowa z okazji jubileuszu pięciolecia istnienia Teatru Graciarnia)

Teatr Graciarnia – nieinstytucjonalny teatr, założony w 2009 r. z inicjatywy Tomasza Smykalskiego, zrzeszający początkowo studentów Politechniki Krakowskiej, a następnie wszystkich krakowskich uczelni. Była to podówczas jedyna grupa w Krakowie, która umożliwiała występowanie na scenie młodym ludziom, nieposiadającym wykształcenia w państwowych szkołach artystycznych. Teatr działał bez własnej siedziby, lecz mimo to grał repertuarowo od października do czerwca, wystawiając kilkanaście spektakli w miesiącu, najczęściej w Teatrze Praska 52 (do listopada 2014 r. Scena Tęcza), OFF Centrum Kawiarnia Naukowa, Śródmiejskim Ośrodku Kultury, Centrum Kultury Rotunda. Graciarnia pojawiała się także na maratonach teatralnych, organizowanych przez studenckie stowarzyszenie "All in UJ" oraz na ogólnopolskich festiwalach, gdzie regularnie zdobywała nagrody. W sezonie 2014/2015 spektakle teatru zobaczyło ponad 4000 widzów.
Teatr Graciarnia był inicjatorem następujących przedsięwzięć:
- Ligi Teatrów Studenckich - wydarzenia integrującego teatry studenckie z całej Polski;
- Centrum Teatrów Studenckich - współpracy z Państwową Wyższą Szkołą Teatralną im. Ludwika Solskiego w Krakowie oraz Sceną Tęcza.

Teatr zakończył działalność w 2017 r.

## Spektakle
- No właśnie! - na podstawie "Tiramisu" Joanny Owsianko; reż. Tomasz Smykalski
- Steps - na podstawie "Kroków" Antonio Alamo; reż. Tomasz Smykalski
- But Exactly! - na podstawie "Tiramisu" Joanny Owsianko; reż. Tomasz Smykalski (spektakl "No właśnie!" w wersji anglojęzycznej przygotowany na Międzynarodowy Festiwal Teatralny w Pecs - 2010 r.)
- Makbet - wg "Makbeta" Williama Szekspira; reż. Tomasz Smykalski
- Miszmasz - reż. Tomasz Smykalski
- Makbet II - wg "Makbeta" Williama Szekspira; reż. Tomasz Smykalski
- Gwałtu, co się dzieje! - wg "Gwałtu, co się dzieje!" Aleksandra Fredry; reż. Tomasz Smykalski
- Igraszki z diabłem - wg "Igraszek z diabłem" Jana Drdy; reż. Tomasz Smykalski
- 19. południk - wg "19. Południka" Juliusza Machulskiego; reż. Tomasz Smykalski
- Czwarta siostra - wg "Czwartej siostry" Janusza Głowackiego; reż. Jakub Kalemba, Justyna Niedbała
- Dybuk - wg "Dybuka" Szymona An-skiego; reż. Tomasz Smykalski
- Lunatycy - na podstawie powieści Ewy Kuryluk; reż. Julia Lizurek
- Drugie danie - wg "Drugiego dania" Sławomira Mrożka; reż. Anna Miśta, Jakub Kalemba, Radosław Misiewicz, Michał Pastuszczak (jednocześnie zespół aktorski)
- Zabawne zabawy - wg "Funny Games" Michaela Hanekego; reż. Tomasz Smykalski
- Balladyna - wg "Balladyny" Juliusza Słowackiego; reż. Klaudia Urban
- Niktowie - autor tekstu: Maciej Bałamut; reż. Maciej Bałamut
- Wszystko w rodzinie - wg "It Runs in the Family" Raya Cooneya; reż. Tomasz Smykalski
- Księżniczka na opak wywrócona (koprodukcja z krakowskim Teatrem Bakałarz) - wg "Księżniczki wywróconej na opak" Pedra Calderóna de la Barki; reż. Konrad Żygadło
- Aperitif, czyli farsa na chlew i oborę - reż. Tomasz Smykalski, Mateusz Krzemiński
- Włosiata Skrzypaczka - na motywach "Łysej Śpiewaczki" E. Ionesco; reż. Mateusz Wiskulski

## Wybrane nagrody i wyróżnienia
2009/2010
- Laureaci ogólnopolskigo konkursu dla animatorów "Fama Udomowiona", udział w finale FAMY 2010 w Świnoujściu;

2010/2011
- Nagroda publiczności na przeglądzie "STUK, czyli Studenckie Teatry Uczelni Krakowskich" za spektakl "Gwałtu, co się dzieje!", Kraków 2011;
- III miejsce na I Ogólnopolskim Festiwalu Teatrów Studenckich - za spektakl "Gwałtu, co się dzieje!", Warszawa 2011;

2011/2012
- IV miejsce na Ogólnopolskich Spotkaniach Młodego Teatru "Krzykowisko" - za spektakl "Gwałtu, co się dzieje!", Maszewo 2012;
- Grand Prix na Ogólnopolskim Przeglądzie Teatrów Studenckich i Niszowych "Epizod nr 6" - za spektakl "19. Południk", Kraków 2012;
- Nagroda dla najlepszego aktora na Ogólnopolskim Przeglądzie Teatrów Studenckich i Niszowych "Epizod nr 6" - Jakub Kalemba za rolę prezydenta Bartłomieja Czopa w spektaklu "19. południk", Kraków 2012;

2012/2013
- II miejsce na XXX Ogólnopolskim Przeglądzie Teatralnym "PROSCENIUM 2012" - za spektakl "19. Południk", Nysa 2012;
- I miejsce w kategorii najlepszy aktor na XXX Ogólnopolskim Przeglądzie Teatralnym "PROSCENIUM 2012" - Michał Pastuszczak za rolę Błażeja - szefa kancelarii w spektaklu "19. Południk", Nysa 2012;
- III miejsce w kategorii najlepszy aktor na XXX Ogólnopolskim Przeglądzie Teatralnym "PROSCENIUM 2012" - Jakub Kalemba za rolę prezydenta Bartłomieja Czopa w spektaklu "19. Południk", Nysa 2012;
- Wyróżnienie aktorskie na XXX Ogólnopolskim Przeglądzie Teatralnym "PROSCENIUM 2012" - Maciej Bałamut za rolę ambasadora Niemiec w spektaklu "19. Południk", Nysa 2012;
- Nagroda specjalna na XXX Ogólnopolskim Przeglądzie Teatralnym "PROSCENIUM 2012" - Tomasz Smykalski za reżyserię spektaklu "19. Południk", Nysa 2012;
- Nagroda publiczności w Wielkim Finale Ligi Teatrów Studenckich za spektakl "19. Południk", Kraków 2013;

2013/2014
- I miejsce w kategorii najlepszy aktor na XXXI Ogólnopolskim Przeglądzie Teatralnym "PROSCENIUM 2013" - Anna Miśta za rolę żony w spektaklu "Drugie danie", Nysa 2013;
- Grand Prix na festiwalu "Najazd Nowego Pokolenia" za spektakl "Zabawne zabawy", Warszawa 2014;

2014/2015
- Udział w finale i wyróżnienie w konkursie "Dolina Kreatywna" TVP Kultura, Warszawa 2014 (emisja programu na TVP Kultura w lutym 2015 roku);
- I miejsce na XXXII Ogólnopolskim Przeglądzie Teatralnym "PROSCENIUM 2014" - za spektakl „Balladyna”, Nysa 2014;
- III miejsce na XXXII Ogólnopolskim Przeglądzie Teatralnym "PROSCENIUM 2014" - za spektakl „Niktowie”, Nysa 2014;
- I miejsce w kategorii najlepszy aktor na XXXI Ogólnopolskim Przeglądzie Teatralnym "PROSCENIUM 2014" - Mateusz Wiskulski za rolę Grabca w spektaklu "Balladyna" oraz rolę Don Marco w spektaklu "Niktowie", Nysa 2014;
- II miejsce w kategorii najlepszy aktor na XXXI Ogólnopolskim Przeglądzie Teatralnym "PROSCENIUM 2014" - Klaudia Framęga i Sylwia Głuszak za role Chochlika i Skierki w spektaklu „Balladyna", Nysa 2014;
- Nagroda specjalna na XXXII Ogólnopolskim Przeglądzie Teatralnym "PROSCENIUM 2014" - Klaudia Urban za reżyserię spektaklu "Balladyna", Nysa 2014;
- Nagroda specjalna na XXXII Ogólnopolskim Przeglądzie Teatralnym "PROSCENIUM 2014" - Tomasz Smykalski za rolę Don Gabrielo w spektaklu "Niktowie", Nysa 2014;
- Występ jako zaproszony gość na XVII Parrowych Wieczorach Premierowych, Ustrzyki Dolne 2015;
- I miejsce na I Ogólnopolskim Festiwalu Teatralnym "Blackout" za spektakl "Niktowie", Wołomin 2015.

2015/2016
- Nagroda specjalna na XXXIII Ogólnopolskim Przeglądzie Teatralnym "PROSCENIUM 2015" - zespół aktorski Teatru Graciarnia za dojrzałą grę aktorską, Nysa 2015;
- II miejsce na XXXIII Ogólnopolskim Przeglądzie Teatralnym "PROSCENIUM 2015" - Michał Pastuszczak za rolę Grzegórzki w spektaklu "Gwałtu, co się dzieje!", Nysa 2015.

2016/2017
- I miejsce w kategorii najlepsza aktorka na XXXIV Ogólnopolskim Przeglądzie Teatralnym "PROSCENIUM 2016" - Klaudia Urban za rolę Kowalskiej w spektaklu "Włosiata Skrzypaczka", Nysa 2016;
- Występ jako zaproszony gość na VI Nocy Teatru w Chrzanowie ze spektaklem "Włosiata Skrzypaczka", Chrzanów 2017.